# Шевченко (Саратовська область)
Шевченко (рос. Шевченко) — селище сільського типу в Енгельському районі Саратовської області Російської Федерації. Входить до складу Безим'янського сільського поселення.

## Географія
Селище розташоване селище в південно-східній частині району. Відстань до районного центру по прямій — 30 км. Найближча залізнична станція — Безим'янська (рос. Безымянная) Приволзької залізниці.

## Населення
За даними Всеросійської перепису, в 2010 році на хуторі проживало 204 особи, а в 2002 році — на 1,5 % більше — 207 жителів.